# 1767
Năm 1767 (số La Mã: MDCCLXVII) là một năm thường bắt đầu vào thứ năm trong lịch Gregory (hoặc một năm thường bắt đầu vào thứ hai của lịch Julius chậm hơn 11 ngày).